# Andreas Kupfer
Andreas Kupfer (ur. 7 maja 1914 w Schweinfurcie, zm. 30 kwietnia 2001) – niemiecki piłkarz grający na pozycji pomocnika. Uczestnik MŚ 38. Przez całą karierę związany z 1. FC Schweinfurt 05.
W reprezentacji Niemiec zagrał 44 razy.